# Leotiales
Leotiales es un orden de hongos ascomicetos. El orden contiene dos familias (Bulgariaceae y Leotiaceae), 11 géneros, y  41 especies.